# Andrzej Komorowski
Andrzej Komorowski, F.S.S.P., né le 19 octobre 1975 à Łomża, en Mazovie, est un prêtre catholique polonais, ancien supérieur général de la Fraternité sacerdotale Saint-Pierre (2018-2024).

## Biographie
Il a fait ses études au séminaire international Saint-Pierre de Wigratzbad, après avoir étudié l'économie à l'université de Poznan. Il a été ordonné prêtre en juin 2006 par le cardinal Jorge Medina Estévez, et a ensuite développé son apostolat en Pologne, en Belgique et aux Pays-Bas. Il a été élu pour un mandat de six ans le 9 juillet 2018 par le chapitre général de la Fraternité, réuni au séminaire Notre-Dame-de-Guadalupe de Denton (Nebraska),. Il était auparavant assistant général du précédent supérieur général, l'abbé John Berg.
L'abbé Komorowski réside à la maison généralice de Fribourg, en Suisse. Il s'agit du quatrième supérieur général de la Fraternité et du premier Polonais à occuper cette charge.
Le 11 juillet 2024, John Berg lui succède comme supérieur général.